# ランドオーヴァー
『ランドオーヴァー』は、テリー・ブルックス作のファンタジー小説シリーズ。日本語版は井辻朱美訳でハヤカワ文庫から出版されている。NHK-FMにて同作のラジオドラマ化もされている。また、ユニバーサル・ピクチャーズによる実写映画化が予定されている。

## シリーズ各巻
- 魔法の王国売ります! Magic Kingdom for Sale -- SOLD! （1986年）
- 黒いユニコーン The Black Unicorn （1987年）
- 魔術師の大失敗 Wizard at Large （1988年）
- 大魔王の逆襲 The Tangle Box （1994年）
- 見習い魔女にご用心 Witches' Brew （1995年）
- A Princess of Landover （2009年）

## あらすじ
シカゴの辣腕弁護士ベン・ホリデイは、最愛の妻を交通事故で亡くし、人生の意義を見いだせないまま仕事へと逃避する日々を続ける一方、法律家としての限界にも悩んでいた。だがある日、亡き妻宛に届けられたクリスマスシーズン向け、デパートのカタログショッピングの広告雑誌に、「魔法の王国売ります」という異様な広告文を見いだす。新たな人生のチャレンジを自分が欲していることに気づいた彼は、逡巡の末、財産の何割か（100万ドル）を投じて、この「手の込んだ個人向けアトラクション」購入を決意する。
しかし、その国は広告に書かれていない、様々な問題を孕んでいた。先王亡き後20年、国土は荒れ果て、民心は離れ、ドラゴンのストラボ、魔女のナイトシェイド、妖魔のマルクといった強大な敵がいる一方、忠実な臣下は数人、国庫は空っぽ、税体系も崩壊……というファンタジー世界にしては、あまりにリアルな危機的状況を目の当たりにしたベンは、法律家として、そしてこの国の王として状況を打開する決意をする。

## 登場人物
ベン・ホリデイ
主人公。初登場時39歳。現実主義者で魔法や御伽噺は子供向けの他愛ない娯楽だと信じる、科学万能な時代に育った現代人の一人。妻を失った失意のうちに妻宛に届いたデパートのクリスマスシーズン向け通販カタログの中にランドオーヴァーの王位という非現実的な商品を見出し、国王の地位を「購入」する。様々な事件に巻き込まれながら次第にランドオーヴァーと王位の関係、王位とその守護者「パラディン」の関係、そして混乱に満ちた魔法の王国の様々な仕組みを学ぶこととなる「新米の王様」。自分が購入した「商品」である魔法の王国の有様に最初は悪態をつきながらも、素朴な生活を次第に気に入るようになり、若いころはボクシングで鳴らした体力と弁護士としての論理的な頭脳を駆使して国の再建を目指す。ただしばしば、彼の想像の範囲を超える難事件が起こるため、その解決に奔走している。
アニー
ベンの元妻。交通事故で死亡。生前は通販カタログを見るのが趣味の家庭的な性格であり、社交性に乏しい傾向のあるベンにとっては社交の窓口でもあった。ベンは彼女を愛してやまなかったが、それだけに失った際の悲嘆は深く、これを忘れようと無理な仕事に没頭するため、同僚に心配された。
クエスター・スーズ
宮廷魔術師。魔法は下手で、何が起こるか自身でもほとんど予測できない。ランドオーヴァーでの魔法の使用は腕の振りや指の形で効果が決まるが、クエスター・スーズの魔法はほとんどの場合、狙った効果を発揮することがない。めったに成功することの無い魔法は、しばしば予想外の結果を引き起こす。ベンに忠誠を誓っているが、兄であるミークスとの間には密約があった。
アバーナシイ
宮廷書記。手違いでクエスターに犬の姿に変えられ、以来元に戻ることができないでいる。その後も度々彼のせいで散々な目に合わされており、魔法と魔法使いを毛嫌いしている。最初はベンもまた、前任で何人もいた名ばかりの王のように享楽を貪り国を荒廃させることを危惧していたが、そのベンが真摯に王の仕事に打ち込むさまを見て、信頼を寄せるようになる。王国の歴史や風習、国土内の状況に詳しく、王国事情に疎いベンをサポートしている。ハイCの音程で吠えることができるが、犬としての能力をベンに強要された時は非常に憤慨していた。
ウィロウ
緑の肌と鬣を持つ柳の精霊で精霊族の族長の娘。姿を隠す能力を持っている。脱俗的なところがありか弱い存在ながらも超然としていて、ベンとの出会いを運命と信じる。
バニオン、パースニップ
コボルトの二人組。庭師・コックなどスターリングシルバー城の日常の雑務をこなす一方で、ベンのボディーガードも務める。
フィリップ、ソット
ノームの二人組で、いつもトラブルを起こすため国民からは厄介者（ほとんど害獣）扱いされている。ただし穴倉や洞窟の類に関する能力は確かで、助けられた恩義から忠誠を誓ったベンが危機にあるときにも、これを助けようと奔走する。
パラディン
国王の危機に駆け付ける、百戦錬磨の騎士。国土が荒廃して国にも幾度かの危機があったが長らく姿を現してはおらず、半ば伝説の存在となっている。強大な力を持つドラゴンの「ストラボ」に匹敵する力を持ち、その正体は不明ながら王権の守護者として、王位の象徴となっているメダルにもその意匠が刻まれている。
ストラボ
強大なドラゴンで尊大な性格だが、その実として案外ロマンチストな性格だったりもしており、気ままに生活している。強力な炎を口から吐き、この炎で世界の境界を通り抜け、別世界へ移動することができる。パラディンを唯一無二のライバルと認めており、そのパラディンに守護されない王は断固として認めていない。後にパラディンに守護されるベンの姿を目の当たりにして、敵対しながらも国王として認め、メダルを失ったベンを助けたりもしている。
ナイトシェイド
強力な魔法を操る魔女。「暗い窪地」に住まう。様々な経緯からベンを憎んでいる。
マルク
妖魔の王で、凄腕の戦士。潤沢な魔法資源のあるランドオーヴァーの侵略をもくろんでいる。
ミークス
前代の宮廷魔術師で、ランドオーヴァーの売却を計画、実行する。前王の息子で酷薄な性格の王子の側に付いてベンたちの世界に出奔する。王国からは何も持ち出せないという制約があるため、ランドオーヴァー王位の売却を繰り返すことで財を得るプランを画策、幾人もの「王たりえる資質の無い名ばかりの王」を王位に付かせ、彼らが早期に逃げ帰るよう仕向けていた。「金づる」であるランドオーヴァーの王位にベンが予想外の適応を見せたため、後に彼を追い出そうと王国に大きな事件を引き起こす。

## ラジオドラマ
NHK-FM『青春アドベンチャー』にて、1995年から2001年にかけ放送された。数年間に渡り順次製作されてきた事やキャストのスケジュール事情などにより、主人公を含む多くのキャストが交代している。
- パート1『魔法の王国売ります!』（1995年4月3日 - 4月14日）
- パート2『魔術師の大失敗』（1995年9月11日 - 9月22日）
- パート3『黒いユニコーン』（1996年8月19日 - 8月30日）
- パート4『大魔王の逆襲』（1996年9月2日 - 9月20日）
- パート5『見習い魔女にご用心』（2001年4月16日 - 4月27日）

### キャスト
- ベン・ホリディ（松本保典 / 古澤徹）
- クェスター・スーズ（海津義孝）
- アバーナシイ（井上和彦）
- ウィロウ（前田悠衣）